# Đại học Kỹ thuật Đan Mạch
Đại học Kỹ thuật Đan Mạch (tiếng Đan Mạch: Danmarks Tekniske Universitet, viết tắt là DTU) là một Đại học Bách khoa và Trường Kỹ thuật. Được thành lập vào năm 1829 theo sáng kiến của Hans Christian Ørsted về một trường Đại học Bách Khoa đầu tiên của Đan Mạch, và hiện nay DTU là một trong những trường đào tạo kỹ thuât hàng đầu tại Châu Âu. Khuôn viên của trường được đặt tại Kongens Lyngby, cách trung tâm Thủ đô Copenhagen 12 Km về phía bắc. 
Cùng với Trường Bách khoa Paris (École Polytechnique in Paris), Viện Công nghệ Liên bang Thụy Sĩ vùng Lausanne (EPFL), Đại học Công nghệ Eindhoven (TU/e), Đại học Kỹ thuật Munich (TUM) và Viện Công nghệ Israel - Technion, DTU là một thành viên của Liên minh khối các Đại học Kỹ thuật Châu Âu (EuroTech Universities Alliance).

## Lịch sử
Trường được thành lập ngày 27 tháng 1 năm 1828 bởi nhà vật lý và hóa học Hans Christian Ørsted, dưới tên "Trường bách khoa" (Den Polytekniske Læreanstalt), thuộc Đại học Copenhagen. Lúc đầu trường chỉ đào tạo 2 ngành kỹ sư: khoa học ứng dụng (nay là ngành hóa học) và cơ khí (nay là kiến tạo và sản xuất).
Cho tới năm 1889, trường nằm ở Studiestræde bên Sølvgade (cạnh Vườn bách thảo Copenhagen). Năm 1930 trường được mở rộng với một cơ sở ở Øster Voldgade. Chỗ này cũng còn chật hẹp nên trong thời gian từ 1962 - 1974 trường dời về Lundtoftesletten ở thành phố Lynby (cách Copenhagen khoảng gần 30 km).
Từ năm 1933, trường đổi tên chính thức là "Trường cao đẳng kỹ thuật Đan Mạch" (Danmarks Tekniske Højskole), tới năm 1944 đổi thành Đại học Kỹ thuật Đan Mạch, thường gọi tắt là "DTU". Năm 1957 bắt đầu lập Trường Kỹ sư Đan Mạch (Danmarks Ingeniørakademi, DIA), do khả năng đào tạo thạc sĩ khoa học kỹ sư quá thấp nên chỉ đào tạo kỹ sư thông thường (học trình 3½ năm + ½ năm thực tập). Năm 1995 Đại học Kỹ thuật Đan Mạch hợp nhất với Trường Kỹ sư Đan Mạch và Trường Kỹ thuật Helsingør (bắc đảo Zealand). Năm 1997 mở rộng thêm bằng việc hợp nhất với Trường Cao đẳng kỹ sư Sydsjælland (nam Zealand). Ngày 1 tháng 1 năm 2007 trường lại hợp nhât với 5 viện nghiên cứu khu vực.
- Trung tâm nghiên cứu Ríø (còn tạm tiếp tục là đơn vị độc lập)
- Trung tâm nghiên cứu Thực phẩm Đan Mạch
- Trung tâm nghiên cứu Không gian Đan Mạch
- Trung tâm nghiên cứu việc đánh bắt cá Đan Mạch
- Trung tâm nghiên cứu Vận tải Đan Mạch

Năm 2005 Đại học Kỹ thuật Đan Mạch có khoảng 6.000 sinh viên, trong đó có 600 sinh viên cấp thạc sĩ. Hàng năm trường thâu nhận khoảng 400 sinh viên nước ngoài. Hiện nay trường có khoảng 7.000 sinh viên và gần 4.200 nhân viên.
Khu trường sở (campus) được chia thành 4 góc phần tư (quadrant) như Hệ tọa độ Descartes, mỗi góc dành cho một ngành chính: xây dựng, hóa học, điện tử và cơ khí. Mỗi ngành lại có các phân ngành (vd. công nghệ thông tin trong ngành điện tử):
- Góc thứ nhất = Cơ sở của Khoa Xây dựng + Trụ sở của Ban Quản trị trường
- Góc thứ hai = Cơ sở của Khoa Hóa học, Sinh học + các công trình thể thao
- Góc thứ ba = Cơ sở của Khoa Điện tử, Vật lý, Toán học + cư xá
- Góc thứ tư = Cơ sở của Khoa Cơ khí, Thiết kế + cư xá

Từ 1 tháng 1 năm 2008, trường có 22 ngành và trung tâm:
- Ngành Sinh học và Công nghệ sinh học (DTU Biosys)
- Ngành Xây dựng và Công trình (DTU Byg)
- Ngành Thông tin, Quang học và Vật liệu (DTU Fotonik) (nanophotonics, Coding, Information & Communication technologies, Fibers & nonlinear optics, Networks, Systems)
- Ngành Vận tải (DTU Transport)
- Ngành Tài nguyên dưới nước (DTU Aqua)
- Ngành Thực phẩm (DTU Fødevareinstituttet)
- Ngành Vật lý (DTU Fysik)
- Ngành Tin học và Mathematical Modelling (DTU Informatik)
- Ngành Quản trị (DTU Management)
- Ngành Hóa (DTU Kemi)
- Ngành Kỹ thuật Hóa (DTU Kemiteknik)
- Ngành Toán học (DTU Matematik)
- Ngành Cơ khí (DTU Mekanik)
- Ngành Công nghệ nano (DTU Nanotek)
- Ngành Nước và Môi trường (DTU Miljø)
- Ngành Thú y (DTU Vetrinæinstituttet)
- Ngành Điện tử (DTU Elektro)
- Ngành Không gian (DTU Space)
- Phòng thí nghiệm năng lượng Quốc gia (Risø DTU)
- Trung tâm Nano điện tử (DTU Cen)
- Danchip
- Trung tâm Thông tin Kỹ thuật Đan Mạch (DTU Forskningsinformation)

Báo Times Higher Education Supplement xuất bản năm 2007 xếp Đại học Kỹ thuật Đan Mạch đứng thứ 130 trên thế giới, sau Đại học Copenhagen (thứ 93) và Đại học Aarhus (thứ 114).

## Các hiệu trưởng
- Hans Christian Ørsted: 27.1.1829 - 13.3.1851
- Johan Georg Forchhammer: 13.3.1851 - 14.12.1865
- Christian Gotfried Hummel: 14.12.1865 - 21.8.1872
- Carl Valentin Holten: 5.9.1872  - 31.7.1883
- Julius Thomsen: 1.8.1883 - 31.1.1902
- Gustav Adolf Hagemann: 1.2.1902 - 31.1.1912
- Harald Immanuel Hannover: 1.2.1912 - 31.1.1922
- Peder Oluf Pedersen: 1.2.1922 - 31.10.1941
- Anker Engelund: 1.11.1941 - 31.5.1959
- Eggert Knuth Winterfeldt: 1.6.1959 - 31.1.1975
- Flemming Woldbye: 1.2.1975 - 30.4.1977
- Peter Lawætz: 1.5.1977 - 30.4.1986
- Hans Peter Jensen: 1.5.1986 - 30.10.2001
- Lars Pallesen: 1.11.2001 - tới nay